# The Gifted (serie televisiva 2017)
The Gifted è una serie televisiva statunitense ideata da Matt Nix per Fox e basata sui personaggi degli X-Men della Marvel Comics. È prodotta da 20th Television e Marvel Television, Matt Nix visvolge inoltre il ruolo di showrunner. La serie è ambientata in una linea temporale alternativa rispetto alla serie di film X-Men.
La serie è interpretata da un cast corale che comprende Stephen Moyer e Amy Acker nei panni di due genitori costretti a fuggire insieme alla famiglia dopo avere scoperto che i loro figli hanno poteri mutanti. Fanno parte del cast anche Sean Teale, Natalie Alyn Lind, Percy Hynes White, Coby Bell, Jamie Chung, Blair Redford ed Emma Dumont.
La serie ha debuttato il 2 ottobre 2017.

## Trama
Reed Strucker e Caitlin Strucker sono due genitori ordinari che si ritrovano a fuggire dal governo dopo aver scoperto che i loro figli sono dei mutanti. La famiglia Strucker si unisce così a un gruppo di mutanti clandestini che cercano di sopravvivere in un mondo a loro ostile.

## Episodi
| Stagione         | Episodi | Prima TV USA | Prima TV Italia |
| ---------------- | ------- | ------------ | --------------- |
| Prima stagione   | 13      | 2017-2018    | 2017-2018       |
| Seconda stagione | 16      | 2018-2019    | 2018-2019       |

## Personaggi e interpreti

### Personaggi principali
- Reed Strucker, (stagioni 1-2) interpretato da Stephen Moyer, padre di Andy e Lauren, è un procuratore distrettuale. Nella seconda stagione scopre di avere dei poteri che gli permettono di disintegrare ciò che tocca.
- Caitlin Strucker, (stagioni 1-2) interpretata da Amy Acker, madre di Andy e Lauren, lavora come infermiera.
- Marcos Diaz / Eclipse, (stagioni 1-2) interpretato da Sean Teale, un mutante dotato di lumocinesi, ovvero con la capacità di assorbire e manipolare a suo piacimento i fotoni in ogni loro forma. Ha una relazione con Lorna Dane (Polaris), da cui avrà una bambina.
- Lauren Strucker, (stagioni 1-2) interpretata da Natalie Alyn Lind, sorella di Andy, è una mutante dotata della capacità di manipolare le molecole attorno a lei: nel suo caso il potere è basato sull'assemblaggio molecolare, riesce infatti a creare barriere solide semplicemente dall'aria circostante.
- Andy Strucker, (stagioni 1-2) interpretato da Percy Hynes White, fratello di Lauren, è un ragazzo solitario che scopre di avere poteri mutanti legati alla manipolazione molecolare: nel suo caso il potere è basato sul disassemblaggio molecolare, che si presenta tramite vibrazioni esplosive simili ad onde sismiche o d'urto. Ha una relazione con Rebecca.
- Jace Turner, (stagioni 1-2) interpretato da Coby Bell, un agente dei Sentinel Services con il compito di catturare mutanti. Nella seconda stagione abbandonerà il suo lavoro per unirsi al gruppo di Guerriglia Urbana anti-mutante noto come Purificatori.
- Clarice Fong / Blink, (stagioni 1-2) interpretata da Jamie Chung, una mutante fuggitiva con la capacità di vedere e percepire l'energia dimensionale e manipolarla per creare portali.
- John Proudstar / Thunderbird, (stagioni 1-2) interpretato da Blair Redford, capo di un gruppo clandestino di mutanti, Mutant Underground di Atlanta, dotato di sensi, forza e riflessi amplificati. Ha una relazione con Clarice.
- Lorna Dane / Polaris, (stagioni 1-2) interpretata da Emma Dumont, una mutante con la capacità di controllare i metalli e creare campi elettromagnetici. Ha una relazione con Marcos (Eclipse), padre della sua bambina.
- Esme, Phoebe e Sophie Frost, (stagione 2, ricorrenti stagione 1) interpretate da Skyler Samuels, tre sorelle gemelle telepati in grado di controllare la mente e manipolarla a proprio piacimento. Esme è la prima ad essere trovata dal Mutant Underground. Successivamente farà parte della Cerchia Interna.
- Reeva Payge, (stagione 2) interpretata da Grace Byers, una mutante in grado di creare dalla sue corde vocali destabilizzazioni sonore che agiscono a livello fisico e chimico sull'encefalo, inoltre attuale capo della Cerchia Interna.
- Sonya Simonson / Dreamer (stagione 1) interpretata da Elena Satine, una mutante con abilità psichiche, quali telepatia e manipolazione della memoria che le permettono di vedere i loro vecchi ricordi, farglieli dimenticare e crearne nuovi.
- Rebecca Hoover/ Twist (stagione 2) interpretata da Anjelica Bette Fellini, una mutante dotata di una manipolazione spazio/dimensionale in grado di ribaltare fisicamente le cose, detenuta in un ospedale psichiatrico per mutanti.

### Personaggi secondari
- Roderick Campbell, interpretato da Garret Dillahunt, un ricercatore che lavora per i Sentinel Services. Viene ucciso da Lorna.
- Shatter, interpretato da Jermaine Rivers, un mutante che può trasformare la sua pelle e ciò che tocca in cristalli di vario tipo e consistenza. Viene ucciso dai Purificatori.[3]
- Sage, interpretata da Hayley Lovitt, una mutante dotata di intelligenza superumana. La sua mutazione le fornisce una memoria eidetica e rende la sua mente capace di operare, immagazinare ed elaborare dati velocemente quanto un supercomputer se non di più, infatti è un superbo Hacker ed i suoi calcoli delle probabilità son precisi quasi al livello della preveggenza. Sembra che la sua mente sia inoltre possibile da leggere telepaticamente ma tuttavia impossibile da decifrare, poiché essa presenta l'aspetto di un codice binario.
- Pulse, interpretato da Zach Roerig, un mutante catturato dai Sentinel Services con la capacità di generare onde simili ad EMP localizzati e di annullare temporaneamente le capacità super-umane dei suoi simili.
- Ellen Strucker, interpretata da Sharon Gless, madre di Reed Strucker.
- Leo/Erg, interpretato da Michael Luwoye, membro e capo dei Morlocks, la comunità di mutanti che vive nelle fogne, è in grado di assorbire, trasformare e proiettare l'energia con cui entra in contatto.
- Benedict Ryan, interpretato da Peter Gallagher, un giornalista televisivo a capo dei Purificatori.
- Evangeline Whedon, interpretata da Erinn Ruth, un'avvocato mutante capace di trasformarsi in un drago rosso, ha reclutato Polaris e Thunderbird alla guida del Mutant Underground.
- Glow, interpretata da Laysla de Oliveira, una mutante in grado di produrre innocue sfere luminose liberata dall'ospedale psichiatrico e parte dei Morlocks.

### Guest
- Stan Lee appare in un cameo nel primo episodio.[4]

## Produzione
Nel luglio 2016, dopo avere accantonato una serie televisiva sul Club infernale, Fox ordinò il put pilot di una serie scritta da Matt Nix e incentrata su una coppia di genitori che scoprono che i loro figli possiedono poteri mutanti. La serie è prodotta da 20th Century Fox e Marvel Television, con la produzione vera e propria affidata a 20th Century Fox. Nix è produttore esecutivo insieme a Bryan Singer, Lauren Shuler Donner, Simon Kinberg, Loeb e Jim Chory. Nel gennaio 2017 Fox ordinò ufficialmente l'episodio pilota della serie.
Donner descrisse la serie come "molto legata al mondo [degli X-Men], i mutanti sono odiati e ci sono le Sentinelle [...] Si percepisce che siamo nello stesso mondo." Nix aggiunse che "i film degli X-Men non sono perfettamente allineati, per cui non è che sto cercando servilmente di trovare un mio posto in quel mondo. [...] Ci sono dei riferimenti ad esso, esistiamo sicuramente nello stesso universo". Nel maggio 2017 Fox ordinò ufficialmente la serie, intitolata The Gifted. Nell'agosto 2017 Len Wiseman si unì al progetto come produttore esecutivo.
Il 4 gennaio 2018 la serie è stata rinnovata per una seconda stagione, la quale è stata trasmessa dal 25 settembre 2018 al 26 febbraio 2019.
Il 17 aprile 2019 la Fox ha annunciato la cancellazione della serie.

### Casting
Il casting per la serie cominciò nel gennaio 2017. Nel febbraio 2017 entrarono nel cast Blair Redford nel ruolo del leader mutante Sam, rivelatosi in seguito essere John Proudstar / Thunderbird, Jamie Chung nel ruolo di Clarice Fong / Blink, Stephen Moyer come Reed Strucker, il protagonista maschile, e Sean Teale nel ruolo di Marcos Diaz / Eclipse, un personaggio mutante creato per la serie. Nel marzo 2017 Natalie Alyn Lind venne scelta come interprete di Lauren Strucker, e Amy Acker venne scelta per il ruolo della protagonista femminile, Caitlin Strucker. Nello stesso mese entrarono nel cast Emma Dumont nel ruolo di Lorna Dane / Polaris, Percy Hynes White nel ruolo di Andy Strucker, e Coby Bell nel ruolo di Jace Turner.

### Riprese
Le riprese dell'episodio pilota, diretto da Bryan Singer, si sono svolte a Dallas, Texas, nella primavera 2017.

## Promozione
Il primo trailer della serie venne distribuito il 14 maggio 2017.

## Distribuzione
La serie ha debuttato sul canale Fox il 2 ottobre 2017. In Italia è trasmessa dal 18 ottobre 2017 dal canale satellitare Fox.

## Accoglienza
La serie è stata accolta positivamente dalla critica. Sull'aggregatore di recensioni Rotten Tomatoes ha un indice di gradimento del 73%, con un voto medio di 6.39 su 10 basato su 26 recensioni. Su Metacritic ha un voto di 63 su 100 basato su 21 recensioni, indicante "recensione generalmente favorevoli".